# نيكان سبورتس
نيكان سبورتس (باليابانية: 日刊スポーツ) هي أول صحيفة رياضية يومية يابانية تأسست عام 1946.